# کانتون سان فرناندو
کانتون سان فرناندو (به اسپانیایی: Cantón San Fernando) یک منطقهٔ مسکونی در اکوادور است که در استان آزوای واقع شده‌است.